# Sprężarka z pierścieniem wodnym

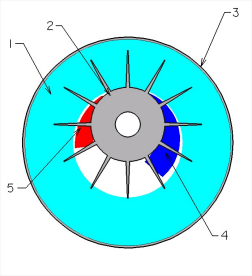
Schemat Sprężarki z pierścieniem wodnym

Sprężarka z pierścieniem wodnym – sprężarka rotacyjna.
W sprężarce tego typu pierścień wodny (1) tworzy się wokół wirnika łopatkowego (2), wirującego mimośrodowo w cylindrycznym korpusie (3). Pierścień wodny spełnia tu rolę tłoka zamykającego przestrzenie pomiędzy promieniowymi łopatkami. Gaz zasysany z kanału ssawnego (4) tłoczony jest do kanału tłocznego (5).
Spręż sprężarki łopatkowej wynosi π ≤ 4.  Sprężarka tego typu, pracując jako pompa próżniowa, jest w stanie wytworzyć próżnię do 93%.